# Mopsorden
 För den moderna rasklubben med samma namn, se Mopsorden (rasklubb)

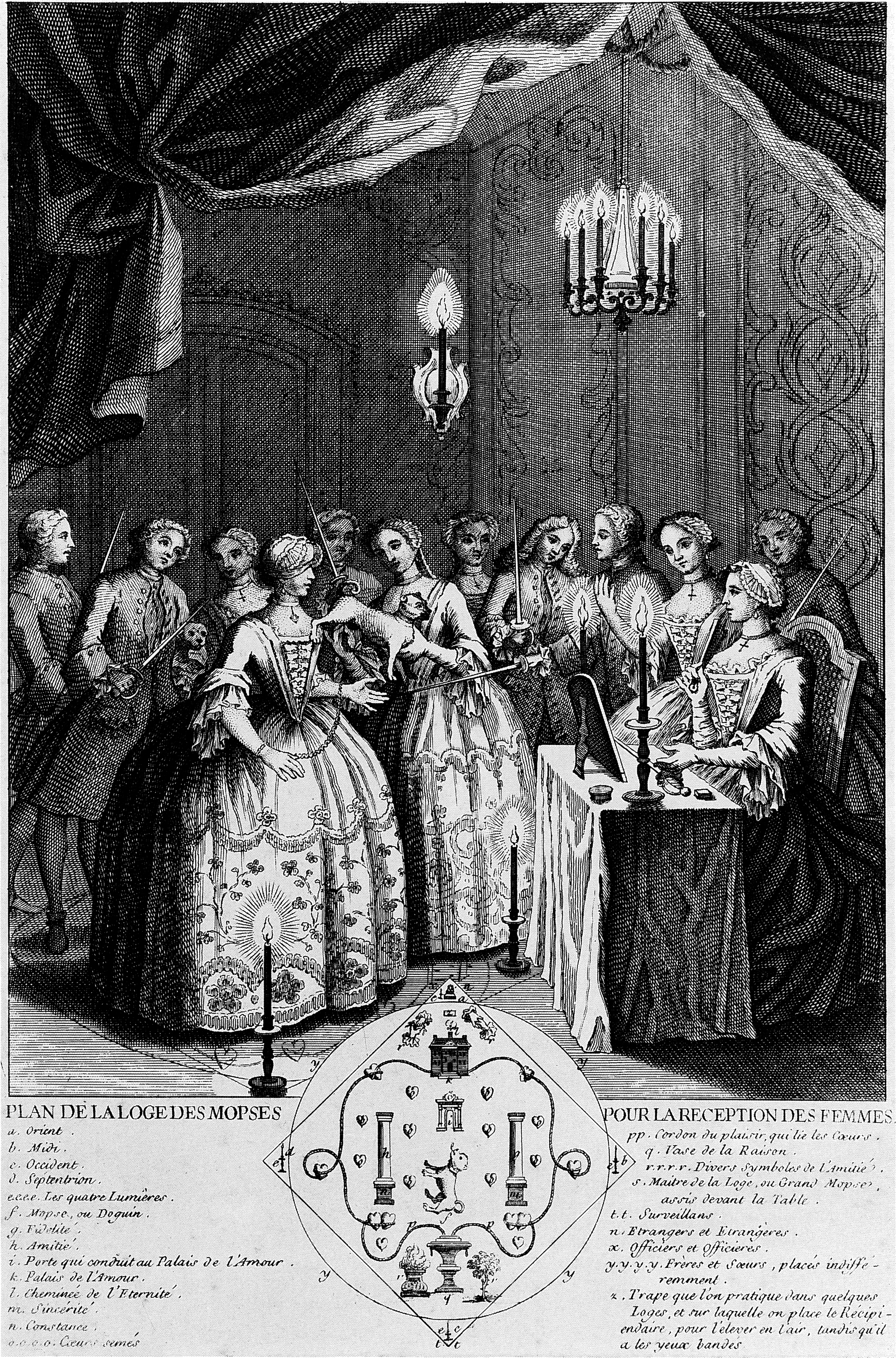
Mopsorden.

Mopsorden var en sällskapsorden under 1700-talet.
Då frimureri bannlystes av påven Clemens XII 1738, skapades i katolska kretsar en orden som genom att endast skämtsamt anknyta till frimurartraditionen kunde undgå kyrkans misshag. Till beskyddare av ordens beskyddare utsågs kurfursten av Köln, Clemens August Wittelsbach.
En del frimureriska inslag behölls, främst den högtidliga eden. Samtidigt skapades ett ceremoniel som kunde betraktas som en ironisk drift med frimureriet. Mopsorden statuerade också tydligt att även kvinnor skulle tillåtas som medlemmar.
Till sin symbol valde man mopsen, en av samtidens mest populära hundraser, men också en symbol för trofasthet och mod.
Ordens stormästare skulle vara man och var tillsatt på livstid. Samtidigt skulle det i varje loge finnas två logemästare eller stormopsar, en man och en kvinna. Logen leddes under ett halvår av mannen och därefter ett halvår av kvinnan. 
Mycket litet är känt om ordens historia, men den utslocknade troligen redan då dess beskyddare avled 1761.